# قوة الرد السريع المشتركة
قوة الرد السريع المشتركة هي تشكيل من القوات المسلحة البريطانية. وهي تتألف من مجموعة من الوحدات المتخصصة من جميع الخدمات المسلحة الثلاثة المكلفة بالنشر السريع في جميع أنحاء العالم في وقت قصير. تهدف القوة إلى أن تكون قادرة على تصعيد العمليات القتالية على نطاق متوسط. يمكن توظيفها على المستوى الوطني أو متعدد الجنسيات تحت رعاية منظمة حلف شمال الأطلسي أو الاتحاد الأوروبي أو الأمم المتحدة أو أي تحالف آخر.
كانت القوة مبادرة في مراجعة الدفاع الاستراتيجي لعام 1998. تم الإعلان عن قدرة أولية على الاستجابة السريعة في أبريل 1999 ودخلت حيز التشغيل الكامل في عام 2001. كان من المفترض في الأصل أن تتمكن القوة من تنفيذ ما يصل إلى عمليتين متزامنتين يصل عدد كل منهما إلى 15000 فرد. تم إجراء مناورة عسكرية كبيرة تسمى السيف السريع الثاني في عمان في سبتمبر 2001 لاختبار انتشار القوة.
في حالة تنشيط القوة، يكون قائد القوة هو رئيس قوة الرد السريع المشتركة وهو مسؤول أمام رئيس العمليات المشتركة في المقر المشترك الدائم في نورثوود. سيرافق مقر قوة المهام المشتركة القوة لتوفير القيادة المحلية، والتي يتم الاحتفاظ بها في غضون 48 ساعة من التحرك. وإلى أن يتم نشرها، فإن السيطرة التشغيلية للوحدات المختلفة تقع على عاتق القادة العسكريين ذوي الخدمة الواحدة.

## القوات
يمكن نشر قوة الرد السريع المشتركة على ثلاث مراحل. يُعرف العنصر الأول باسم قوات رأس الحربة التي يتم الاحتفاظ بها في حالة استعداد عالية. تتكون هذه من:
- عنصر رأس الحربة البري للقوات الخاصة (القوة الجوية الخاصة أو القوة البحرية الخاصة)، وإما كتيبة مشاة خفيفة أو مجموعة كوماندوز.
- قوة سبيرهيد البحرية المكونة من فرقاطتين أو مدمرات وغواصة هجومية وسفينة دعم تابعة للأسطول الملكي المساعد.

بعد ذلك، إذا لزم الأمر، يتألف النسق الأول من
- مجموعة المهام البحرية من السفن الحربية الكبرى
- مجموعة مضادة للألغام
- مجموعة المهام البرمائية التي يمكن نشرها
- قوة إنزال مشتركة من لواء الكوماندوز الثالث أو لواء الهجوم الجوي 16.

في المرحلة الأخيرة، قد يتم نشر النسق الثاني، مع المزيد من الوحدات البحرية الرئيسية والقوات البرية من الفرقة المدرعة الأولى والفرقة الآلية الثالثة.
كل هذه العناصر يمكن دعمها بطائرات هليكوبتر وطائرات نقل وطائرات قتالية حسب الحاجة.

## عمليات النشر
تم تنشيط عناصر من قوة الرد السريع المشتركة للتدخل العسكري البريطاني في الحرب الأهلية في سيراليون في مايو إلى سبتمبر 2000. يتألف عنصر سبيرهيد لاند من سرب القوات الخاصة الاحتياطية والكتيبة الأولى، فوج المظلات بالإضافة إلى كتيبة بنادق واحدة من الكتيبة الأولى، الفوج الأيرلندي الملكي، وكلاهما جزء من لواء 16 هجوم جوي. كما تم نشر عنصر جوي قدمته قيادة الهليكوبتر المشتركة، والتي تتكون من أربع طائرات من طراز سي إتش-47 شينوك تابعة لسلاح الجو الملكي البريطاني والتي طارت مباشرة إلى سيراليون من المملكة المتحدة. وتم نشر مجموعة ناقلات البحرية الملكية بقيادة إتش إم إس إلوستريس ومجموعة المهام البرمائية بقيادة إتش إم إس أوشن.
تم نشر عناصر من لواء 16 هجوم جوي في جمهورية شمال مقدونيا كرأس حربة لعملية الحصاد الأساسي في أغسطس 2001، وهي عملية لحلف شمال الأطلسي لدعم وقف إطلاق النار الذي ينهي التمرد. شكل اللواء أيضًا أول رد للمملكة المتحدة على الحرب في أفغانستان.

## روابط خارجية
- المقر الدائم المشترك (gov.uk) - بعض المعلومات عن JRRF اعتبارًا من ديسمبر 2012